# 71-431Р
71-431Р «Достое́вский» — трёхсекционный трамвайный вагон, разработанный компанией Уралтрансмаш для Санкт-Петербурга. В сентябре 2023 года опытный экземпляр поступил в Санкт-Петербург в трамвайный парк № 3 для прохождения испытаний, 3 февраля 2025 года один экземпляр трамвая был доставлен в Красноярск для прохождения испытании.

## История создания

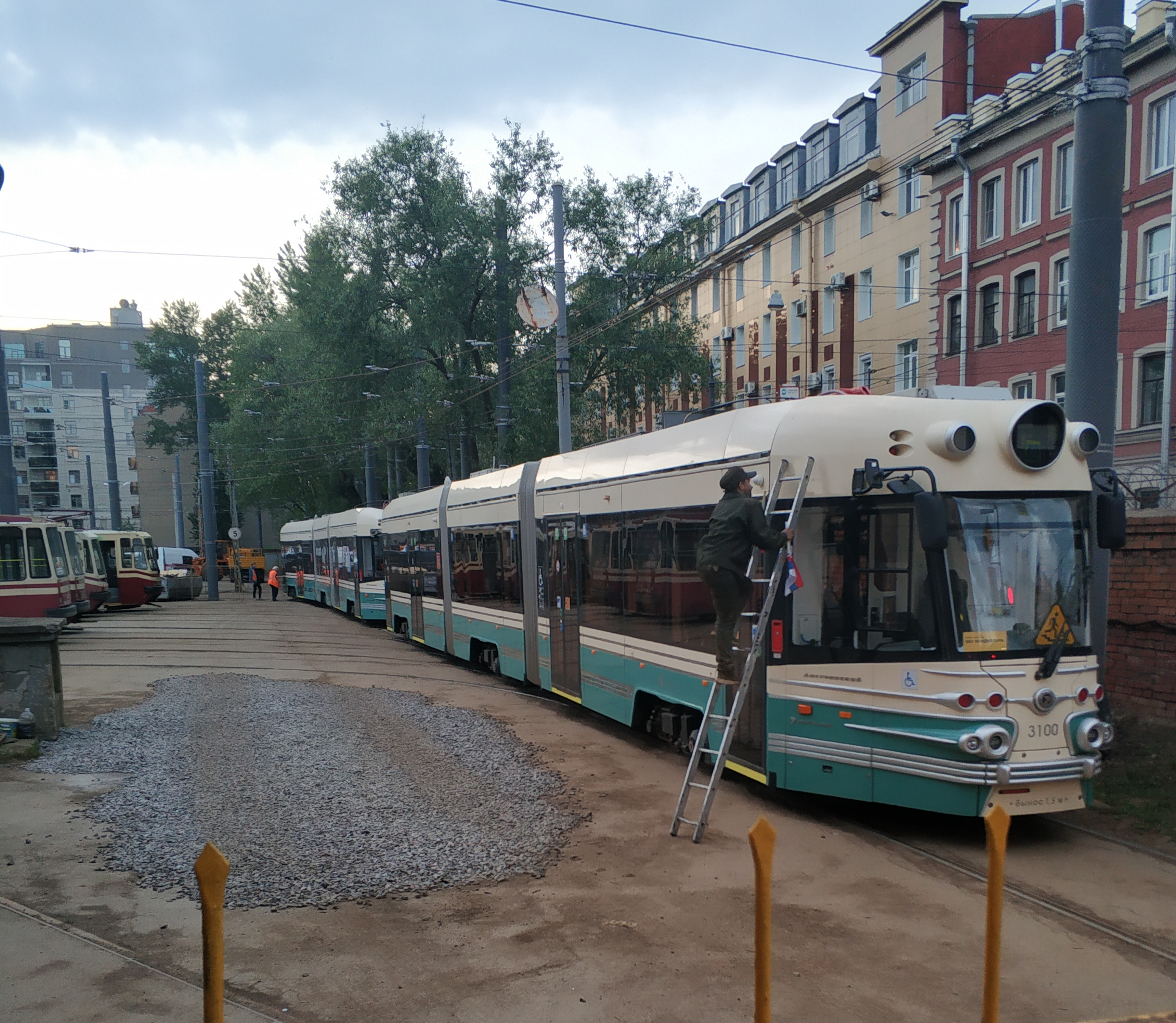
Трамваи «Достоевский» украшаются флагами ко Дню города в трамвайном парке №3 (27 мая 2024)

Построенный в конце XIX века на Петроградском острове трамвайный парк № 3 является самым старым трамвайным парком Санкт-Петербурга, объектом культурного наследия и охраняется КГИОП. Особенностью этого парка является, что заезд на его территорию и в депо осуществляется по кривым радиуса 14 метров. Трамваи с частичным уровнем низкого пола и более ранние высокопольные модели со ступеньками вписываются в имеющиеся габариты, в отличие от современных низкопольных моделей, для которых нужен радиус поворота не менее 16—18 метров. Обеспечить эксплуатацию новых вагонов можно было бы переносом расположенных на краях участка административных зданий, вееров и въездных ворот. Также для сохранения одновременного въезда и выезда вагонов потребовалось бы увеличить расстояние между двумя парами путей на прилегающей улично-дорожной сети, для чего нужно было разрабатывать проект планировки и согласовывать его в течение минимум нескольких лет. Радиус исторических криволинейных участков путей трамвайного парка на Васильевском острове также составляет 14 метров.
Весной 2021 года губернатором Санкт-Петербурга была одобрена 8-летняя комплексная программа развития электрического транспорта, согласно которой для эксплуатации в центре города, на Васильевском острове, Петроградской стороне и у Финляндского вокзала должны были быть закуплены 85 ретросоставов, напоминающих либо ЛМ-33, либо ЛМ-57, в одобренной правительством заявке были указаны 76 составов. В связи с тем, что завод по ремонту городского электротранспорта, в конструкторское бюро которого можно было направлять заказы на разработку подвижного состава для Санкт-Петербурга, был обанкрочен, а у почти у всех оставшихся российских производителей либо отсутствовали ресурсы, либо линии для сборки двухсекционных и трёхсекционных трамваев, размещение заявки на закупку которых планировалось выполнить в 2022 году, фактически двумя единственными возможными вариантами остались заказы на разработку новых моделей у компании «ПК Транспортные системы», либо у «Уралтрансмаша».
В начале июля 2022 года на выставке «ИННОПРОМ-2022» АО «Уралтрансмаш» представил эскизы внешнего вида разрабатываемых для Санкт-Петербурга трамваев. Сообщалось, что двухсекционные четырёхосные вагоны получат название «Петроградка», а трехсекционные шестиосные — «Коломна» — в честь исторических районов, в которых будут эксплуатироваться.
В июле — августе 2022 года Правительство Санкт-Петербурга провело в социальной сети голосование по выбору цвета, наибольшее число голосов из трёх вариантов получил глубокий зелёный цвет.
В феврале 2023 года «Горэлектротранс» объявил конкурс на закупку 12 двухсекционных и 42 трёхсекционных трамваев со стопроцентно низким полом, возможностью эксплуатации на кривых радиуса 14 метров и в облике, напоминающем трамваи, работавшие в Ленинграде в 1950-е — 1960-е годы.
1 сентября 2023 года в совмещённом трамвайно-троллейбусном парке состоялась разгрузка первого трехсекционного двухкабинного трамвайного вагона, прибывшего для прохождения сертификационных испытаний.
7 сентября 2023 года трамвай своим ходом переехал в трамвайный парк № 3.
16 сентября 2023 года трамваем были пройдены первые 50 километров в рамках испытаний на городских трамвайных путях.
В первой половине октября 2023 года сертификационные испытания были завершены.
18 октября 2023 года состоялась презентация трамвая с участием губернатора Санкт-Петербурга Александра Беглова, руководства транспортного блока Правительства Санкт-Петербурга и «Горэлектротранса», а также правнука Фёдора Достоевского Дмитрия Андреевича, который с 1976 по 1987 год работал слесарем-электриком и вагоновожатым в трамвайном парке Кировского района.
1 сентября 2024 года было объявлено о запуске цеха финальной сборки трамваев «Достоевский» на Октябрьском электрвагоноремонтном заводе в Санкт-Петербурге.

## Конструкция
Основной задачей, которую решали при конструировании вагона, являлось обеспечение возможности движения в кривых радиуса 14 метров. При адаптации существующих трёхсекционных моделей было возможно уменьшить среднюю секцию, но при этом не удалось бы сохранить длину 32 метра, позволяющую разместить 200 человек при пяти людях на квадратный метр и 300 — при восьми. На стадии предпроектных подготовок производителями озвучивалось предложение использовать односекционные вагоны, но это существенно уменьшило бы вместимость, а при сцеплении двух вагонов по системе многих единиц трамвай не смог бы входить в нужные габариты там, где это возможно для 32-метрового трёхсекционного вагона, например, на площади Ленина. Также вписывающийся в 14 метров односекционник, весьма вероятно, не соответствовал бы другим ГОСТам — по длине или ширине проёма, либо пришлось бы использовать колёса меньшего радиуса, что увеличило бы скорость износа. В итоге была увеличена средняя секция, сочленения были перенесены — это позволило изменить углы поворотов в кривых. Трамвай имеет в себе декоративные элементы, напоминающие ранее эксплуатируемый в Ленинграде высокопольный трамвай ЛМ-57, но не является репликой. Для трёхсекционного двустороннего вагона было выбрано название «Достоевский» (для двухсекционной версии — «Довлатов»).
В салоне размещены интерактивное окно-экран и секция для распространения печатных изданий.